# I-54
I-54 — підводний човен Імперського флоту Японії, який брав участь у Другій світовій війні.

## Початок історії човна
Корабель, який спорудили на верфі ВМФ у Йокосуці, був першим у типі B Modified 2 (він же клас I-54), представники якого мали великі розміри (їхня надводна водотоннажність перевищувала підводний показник океанських субмарин США) та могли нести розвідувальний літак. Втім, човни цього типу ставали до ладу лише з 1944 року, коли застосування ними авіації стало неактуальним.

## Перший похід
У середині червня 1944-го союзники розпочали атаку на Маріанські острови, які японське командування відносило до головного оборонного периметра імперії. 7 липня І-54 вирушив з Йокосуки у свій перший похід із транспортною місією, маючи, зокрема, доправити на острів Сайпан контейнер «Унпото» (розроблений для транспортування гармат). Також відповідно до перехопленого та дешифрованого союзниками радіоповідомлення човен мав евакуювати персонал авіації з острова Тініан.
Втім, 9 липня 1944-го (тобто ще до прибуття І-54 до Маріанських островів) організований спротив японського гарнізону Сайпану припинився і човен одразу перенацілили на місію до Тініана (що стосується контейнера «Унпото», то він був втрачений у штормовому морі). 15 липня з чергового дешифрованого японського повідомлення стало відомо, що саме цієї доби І-54 має провести евакуацію.
24 липня 1944-го човен повернувся до Йокосуки.

## Другий похід
15 жовтня 1944-го І-54 вийшов з Куре з першочерговим завданням атакувати американське авіаносне з'єднання, яке за кілька діб до того почало завдавати ударів по Тайваню. Втім, уже 18 жовтня віддали наказ рухатись у район на схід від Філіппін, оскільки союзники розпочали операцію з оволодіння цим архіпелагом.
23 жовтня 1944-го з І-54 надійшла радіограма з підтвердження руху човна до визначеної позиції, яка стала останньою отриманою японським командуванням від цього корабля.
28 жовтня 1944-го, тобто за кілька діб після того, як японський надводний флот був повністю розгромлений у битві в затоці Лейте, за півтори сотні кілометрів на схід від входу до затоки есмінці «Хелм» та «Грідлі», що входили до ескорту ударного авіаносного з'єднання, виявили занурений підводний човен та провели чотири та три атаки глибинними бомбами відповідно. Після четвертої атаки «Хелма» стався потужний підводний вибух, а на поверхню вирвались повітряні пухирі та спливла нафта. Ймовірно, що саме цей бій став останнім для І-54, який загинув разом з усіма 107 особами, що перебували на борту (втім, за іншою версією ці події пов'язані з іншим японським підводним човном I-46).